# Bralitz
Bralitz è una frazione della città tedesca di Bad Freienwalde (Oder), nel Land del Brandeburgo.

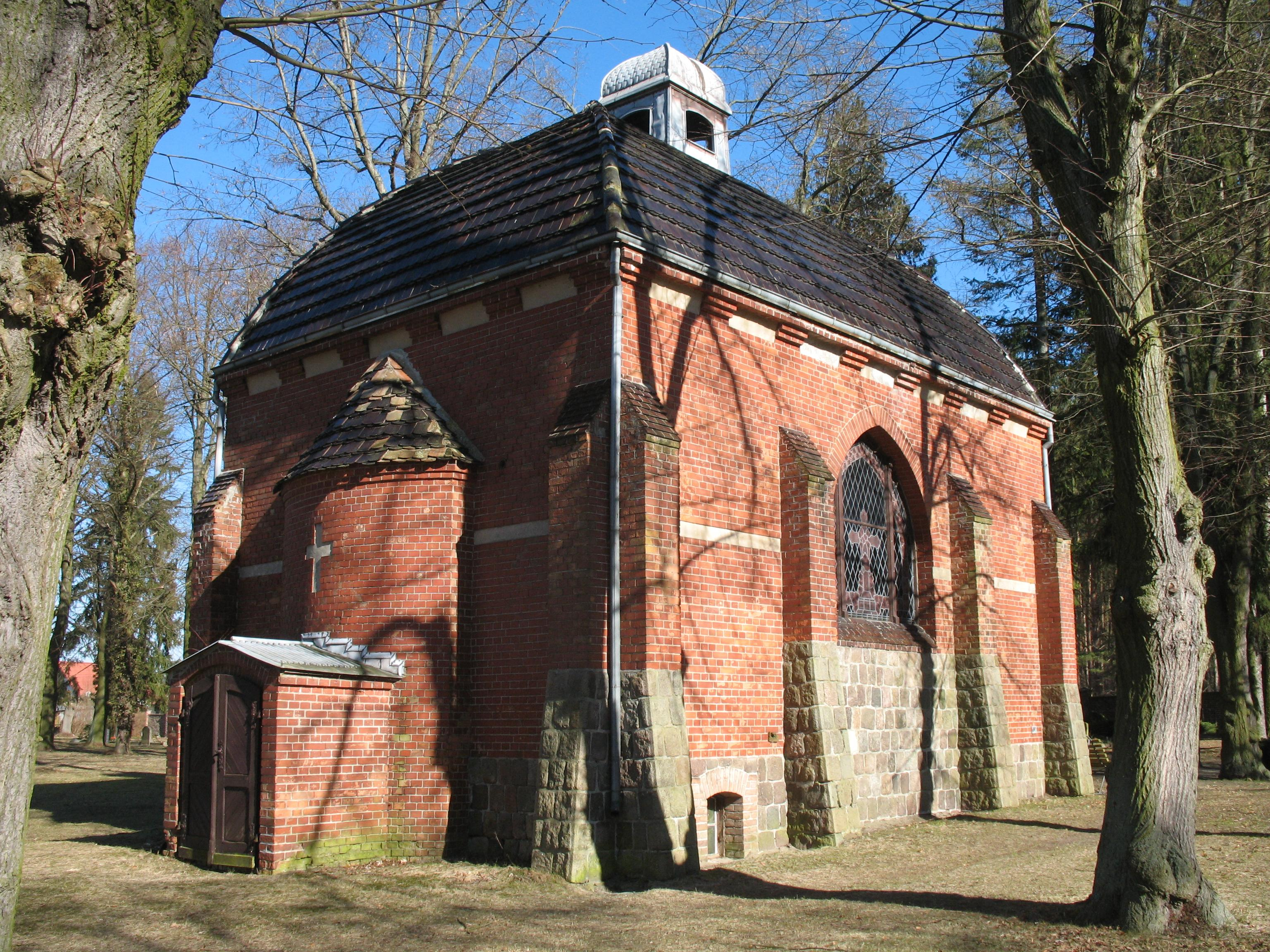
Cappella

## Storia
Bralitz fu citata per la prima volta nel 1337, e costituiva un piccolo centro rurale.
Il 26 ottobre 2003 il comune di Bralitz fu aggregato alla città di Bad Freienwalde (Oder).